# Kleinia scottii
Kleinia scottii là một loài thực vật có hoa trong họ Cúc. Loài này được (Balf.f.) P.Halliday mô tả khoa học đầu tiên năm 1988.